# Vysněný život andělů
Vysněný život andělů (v originále La Vie rêvée des anges) je francouzský hraný film z roku 1998, který režíroval Érick Zonca. Snímek měl světovou premiéru na Filmovém festivalu v Cannes.

## Děj
Isabelle je mladá tulačka, která se náhodou ocitla ve městě Lille, kde se setkává s Marií, mladou dívkou z departementu Nord. Společně jdou od dobrodružství k dobrodružství při hledání smyslu života a v honbě za štěstím.

## Obsazení
| Élodie Bouchezová    | Isabelle Tostin    |
| Natacha Régnierová   | Marie Thomas       |
| Grégoire Colin       | Chriss             |
| Patrick Mercado      | Charly             |
| Jo Prestia           | Fredo              |
| Francine Massenhave  | strážkyně          |
| Zivko Niklevski      | jugostávský šéf    |
| Murielle Colvez      | vedoucí dílny      |
| Lyazid Ouelhadj      | prodavač vstupenek |
| Frédérique Hazard    | matka Marie        |
| Jean-Michel Lemahieu | internista         |
| Louise Motte         | Sandrine           |
| Rosa Maria           | zdravotní sestra   |
| Corinne Masiero      | žena z Hollywoodu  |

## Ocenění
- Filmový festival v Cannes: cena za ženskou interpretaci (Élodie Bouchez a Natacha Régnier)
- César: nejlepší film, nejlepší herečka  (Élodie Bouchez), nejlepší ženskou naději (Natacha Régnier), nominace v kategoriích nejlepší režie  (Érick Zonca), nejlepší původní scénář (Roger Bohbot a Érick Zonca), nejlepší filmový debut (Érick Zonca)
- Étoile d'or du cinéma
- Lumières: nejlepší film
- Fondation Gan pour le cinéma: cena Aide à la création
- Festival Jeana Carmeta v Moulins: nejlepší herec ve vedlejší roli (cena poroty) - Grégoire Colin